# Ingušská vlajka

Ingušská vlajka
Poměr stran 2:3

Vlajka Ingušska, jedné z autonomních republik Ruské federace, je tvořena listem o poměru stran 2:3 se třemi vodorovnými pruhy: zeleným, bílým a zeleným o poměru šířek 1:4:1. Uprostřed, v bílém pruhu, je umístěn ingušský sluneční znak ve tvaru prstence se třemi zaoblenými (proti směru hodinových ručiček) rameny. Poloměr vnitřního kruhu slunečního znamení je 1/6 šířky vlajky. Každý ze tří paprsků slunečního znamení je půlkruh, jehož vnitřní poloměr je 1/8 šířky vlajky. Šířka pruhu, který tvoří obvod slunečního znamení a paprsků, je 1/36 šířky vlajky.
Zelená barva symbolizuje život, blahobyt, ingušskou bohyni plodnosti Tušoli a samozřejmě i islám. Bílá barva symbolizuje čistotu názorů a úmyslů, v bílé navštěvují Ingušové (původní obyvatelstvo Kavkazu vyznávající převážně sunnitský islám) svatá místa, oblékají se do ní nevěsty a doprovází je na „poslední cestě”. Červená barva symbolizuje boj za obživu, za mír a proti bezpráví. Sluneční znak připomíná, kromě slunce, i jednotu vědomí ducha, je vyobrazený na starých chrámech a věžích. Ramena znaku symbolizují harmonii a tvořivost.

## Historie
Ingušsko se připojilo k Ruskému impériuv roce 1810. V roce 1859 se připojilo i Čečensko. Po ruské revoluci v roce 1917 se Čečensko i Ingušsko 20. ledna 1921 připojily k Horské autonomní sovětské socialistické republice. 30. listopadu 1922 z ní byl vyčleněna Čečenská autonomní oblast. 7. července 1924 byly zbytky Horské ASSR rozděleny na Severoosetinskou autonomní oblast a Ingušskou autonomní oblast. 15. ledna 1934 byly Čečenská a Ingušská autonomní oblast spojeny do Čečensko-ingušské autonomní oblasti, která byla 5. prosince 1936 povýšena na ASSR (Čečensko-ingušská ASSR). 3. března 1944 byla republika rozpuštěna a její území rozděleno na Stavropolský kraj (kde vznikl Groznyjský okruh), Dagestánskou ASSR, Severoosetinskou ASSR a Gruzínskou SSR. 9. ledna 1957 byla Čečensko-ingušská ASSR obnovena.

Vlajka Horské republiky Severního Kavkazu (1917–1920) Poměr stran: ~1:2
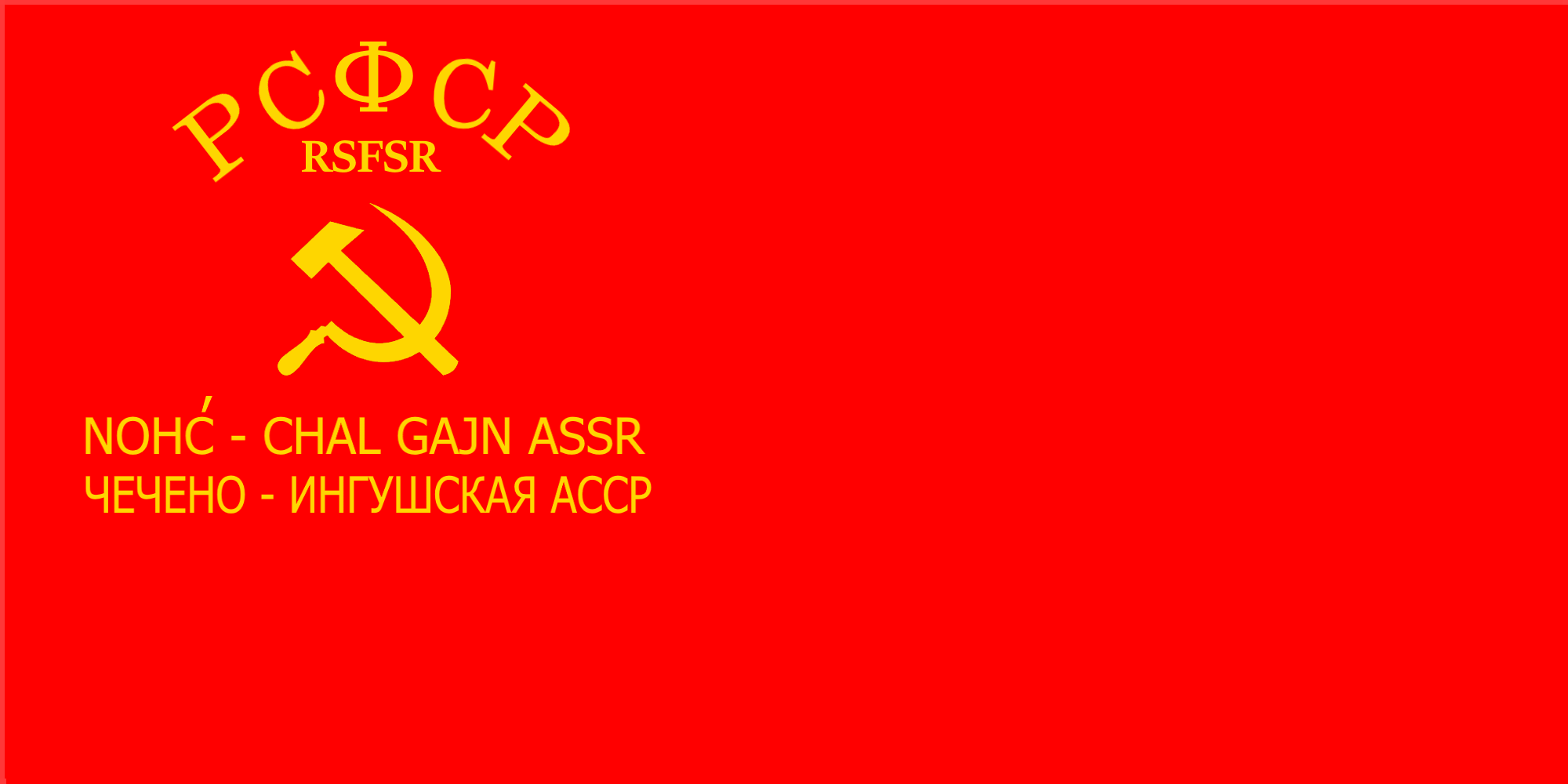
Vlajka Čečensko-ingušské ASSR (1937–1944) Poměr stran: 1:2
Vlajka Čečensko-ingušské ASSR (1957–1978) Poměr stran: 1:2
Vlajka Čečensko-ingušské ASSR (1978–1991) Poměr stran: 1:2

27. listopadu 1990 byla přijata deklarace o statní svrchovanosti Čečensko-ingušské republiky. Již 23. listopadu 1990 byla (Celonárodním sjezdem čečenského lidu) schválena vlajka nové republiky: tmavě zelený list s (při dolním okraji) dvěma červenými proužky a bílým mezi nimi. Vlajka byla neoficiální, Moskvou tolerovaná.

Vlajka Čečensko-ingušské republiky (1990–1991) Poměr stran: 7:11

V následné složité a často nepřehledné historické etapě rozpadu Sovětského svazu bylo 1. října 1991 oznámeno rozdělení na samostatnou Čečenskou republiku Ičkerii a Ingušskou autonomní republiku v rámci RSFSR. 4. července 1992 přijal Nejvyšší sovět Ruské federace zákon o zformování Ingušské republiky v rámci Ruské federace a 10. prosince 1992 Sjezd lidových poslanců Ruska svým usnesením schválil vznik Ingušské republiky a provedl příslušnou změnu Ústavy RSFSR která oficiálně rozdělila Čečensko-ingušskou republiku na Ingušskou republiku a Čečenskou republiku. Tato změna vstoupila v platnost 9. ledna 1993.
Na začátku roku 1993 byl zvolen ingušský prezident (Ruslan Ausjev), a ten svým výnosem ze dne 7. března 1993 schválil novou vlajku. Autorem vlajky byl Chusen Barachojev. Vlajka byla přijata 15. července 1994 zákonem č. 37 „O státní vlajce Ingušské republiky”.
V článku č. 1 tohoto zákona jsou (mimo jiné) uvedeny i rozměry znaku na vlajce:
- Poloměr vnitřního kruhu slunečního znaku je 1/6 šířky vlajky
- Poloměr každého paprsku slunečního znaku je 1/18 (nebo 1/8)[1] šířky vlajky
- Šířka červeného prstence ve slunečním znaku je 1/36 šířky vlajky

Oficiální obrázek vlajky, který byl zaslán známému ruskému vexilologovi Michailovi Vladimiroviči Revnivcevovi, neodpovídal textu zákona. Proto existuje v odborné literatuře více různých popisů (hlavně rozměry znaku) ingušské vlajky. Např.(vše vztaženo k šířce vlajky): (není obrázek)
- Vnější průměr prstence odpovídá 16/45
- Vnitřní průměr prstence je 12/45
- Šířka ramen odpovídá 7/180
- Délka ramen je 6/45

11. července 1999 byl novým zákonem změněn poměr stran vlajky z 1:2 na 2:3.,

## Vlajka ingušského prezidenta

Vlajka ingušského prezident Poměr stran: 1:1

## Vlajky ingušských rajónů a okruhů

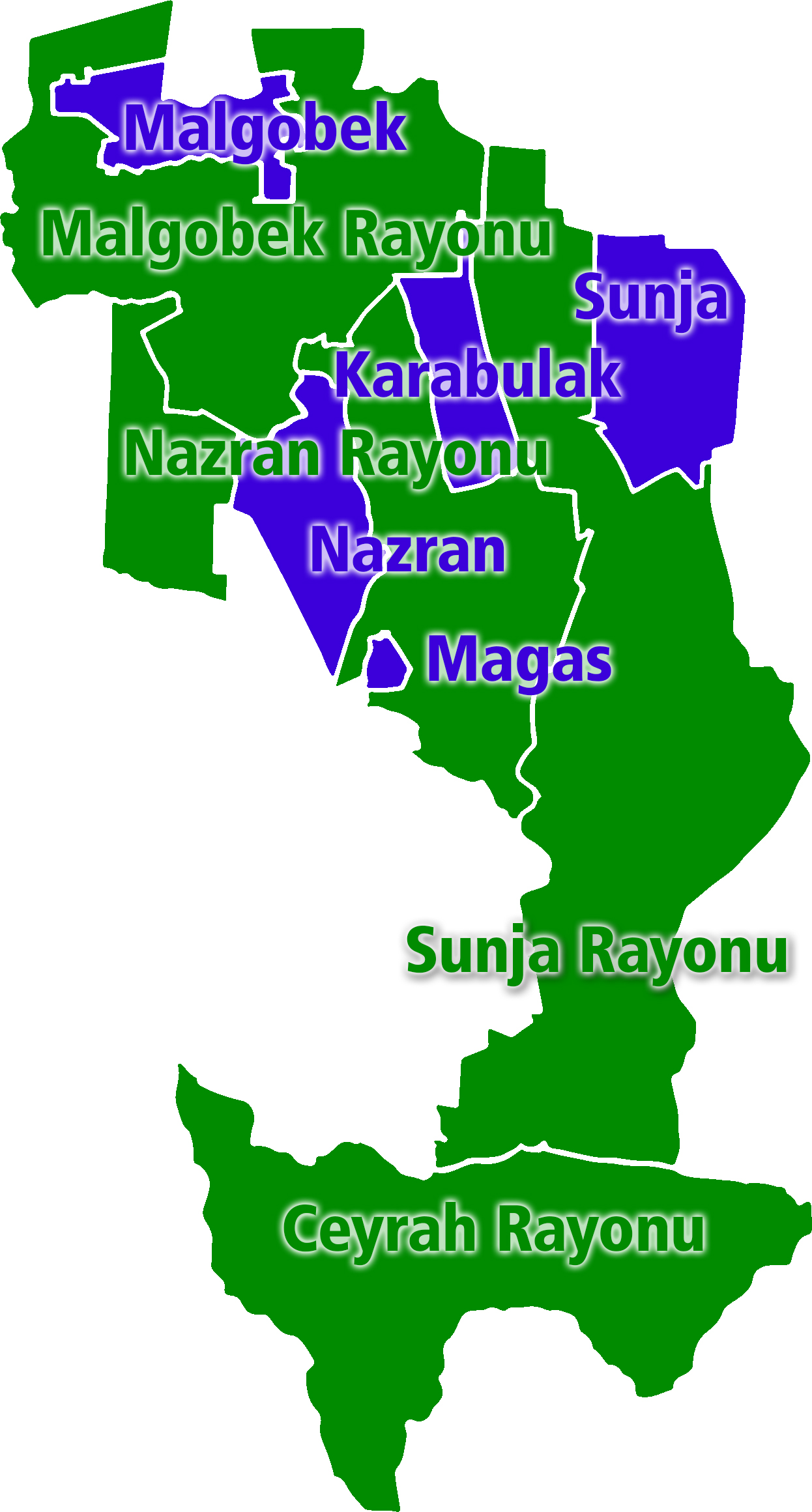
Administrativní členění Ingušska

Ingušsko se člení na 4 rajóny a 5 městských okruhů.
Rajóny

Džejrachský rajón Poměr stran: 1:2
Malgobekský rajón Poměr stran: 2:3
Nazranovský rajón Poměr stran: 1:2
Sunženský rajón Poměr stran: 2:3

Městské okruhy

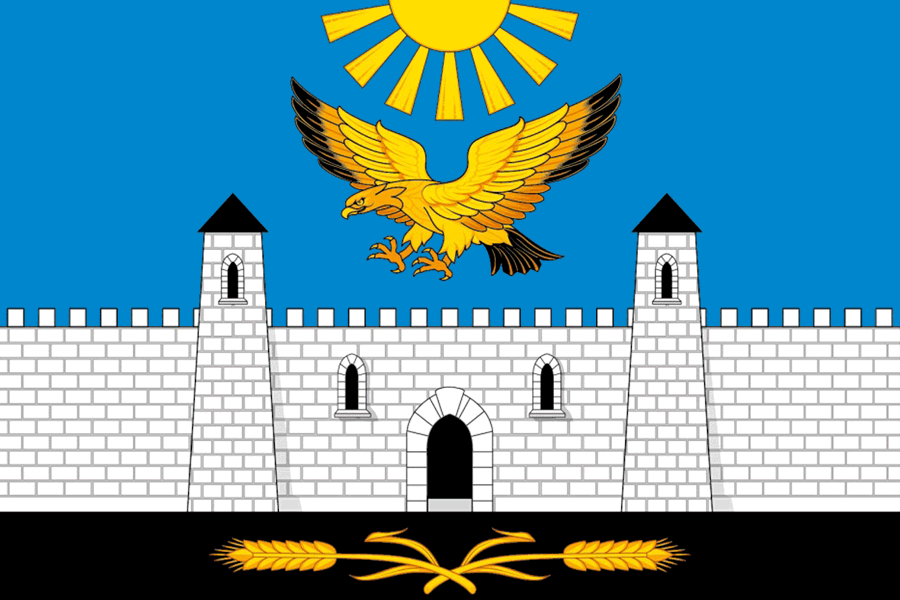
Karabulak Poměr stran: 2:3
Magas Poměr stran: 2:3
Malgobek Poměr stran: 2:3
Nazraň Poměr stran: 2:3
Sunža Poměr stran: 2:3